# Саламанка (провинция)
Вижте пояснителната страница за други значения на Саламанка.
Салама̀нка (на испански: Provincia de Salamanca) е провинция в Испания. Намира се в северозападната част на Испания, в автономна област Кастилия-Леон. Столица е град Саламанка. Население 352 414 жители от преброяването през 2005 г.
1. ↑  www.ine.es